# لويس فلوريس (لاعب كرة قدم)
لويس فلوريس (بالإنجليزية: Luis Flores)‏ هو لاعب كرة قدم أمريكي في مركز الوسط، ولد في 6 أبريل 2002 في هالف موون باي في الولايات المتحدة. لعب مع بثلهام ستييل.

## وصلات خارجية
- لويس فلوريس (لاعب كرة قدم) على موقع الدوري الأمريكي (الإنجليزية)
- لويس فلوريس (لاعب كرة قدم) على موقع قاعدة بيانات كرة القدم.إي يو (الإنجليزية)
- لويس فلوريس (لاعب كرة قدم) على موقع Soccerway.com (الإنجليزية)